# Rhopalogaster bella
Rhopalogaster bella là một loài ruồi trong họ Asilidae. Rhopalogaster bella được Bromley miêu tả năm 1929. Loài này phân bố ở vùng Tân nhiệt đới.